# Nomada nitida
Nomada nitida là một loài Hymenoptera trong họ Apidae. Loài này được Schwarz mô tả khoa học năm 1977.